# Transposition corrigée des gros vaisseaux
 Mise en garde médicale
La transposition corrigée des gros vaisseaux (ou L-TGV) se définit comme une double discordance.
- une discordance ventriculo-artérielle : l'aorte naît du ventricule droit et l'artère pulmonaire du ventricule gauche. Cette anomalie serait rapidement létale si elle n'était pas corrigée par
- une discordance auriculo-ventriculaire : les oreillettes droite et gauche sont en position normale[2].

Il n'y a donc pas de shunt (sauf autre malformation associée) ; ce n'est donc pas une maladie bleue contrairement à la forme non corrigée de transposition des gros vaisseaux. C'est donc une malformation compatible avec une hémodynamique normale.
Le sang désaturé passe de l'oreillette droite vers le ventricule gauche puis l'artère pulmonaire et le retour se fait par l'oreillette gauche, le ventricule droit puis l'aorte.

## Clinique
La transposition corrigée des gros vaisseaux est une affection congénitale qui touche essentiellement les sujets de sexe masculin. C'est une maladie exceptionnelle considérée comme bénigne.
La découverte est habituellement fortuite, lors du bilan cardiologique d'un souffle systolique à priori anodin chez un enfant.